# Quartiere generale
Quartiere generale è un singolo del gruppo musicale italiano Premiata Forneria Marconi, pubblicato il 15 settembre 2017 come primo estratto dal diciassettesimo album in studio Emotional Tattoos.

## Descrizione
Il brano segna il primo inedito del gruppo a distanza di undici anni dai brani pubblicati nell'album Stati di immaginazione. Il testo, scritto dal batterista e cantante Franz Di Cioccio insieme a Gregor Ferretti, è una fotografia del tempo in cui si sta vivendo:
(Franz Di Cioccio)
Del brano è stata realizzata anche una versione in lingua inglese, Central District, anch'essa distribuita per il download digitale nello stesso giorno. Il testo della versione inglese, composto dal bassista Patrick Djivas insieme a Esperide, mette in evidenza una diversa sensibilità dei paesi a cui si rivolge, facendo notare una distanza culturale che non è solo geografica, raccontando due facce della stessa medaglia.

## Tracce
Download digitale – Quartiere generale
1. Quartiere generale – 5:28 (testo: Franz Di Cioccio, Gregor Ferretti – musica: Franz Di Cioccio, Patrick Djivas)

Download digitale – Central District
1. Central District – 5:28 (testo: Patrick Djivas, Esperide – musica: Franz Di Cioccio, Patrick Djivas)

## Formazione
Gruppo
- Franz Di Cioccio – voce principale, batteria, arrangiamento
- Patrick Djivas – basso, tastiera, arrangiamento
- Lucio Fabbri – violino, viola
- Marco Sfogli – chitarra
- Alessandro Scaglione – pianoforte, tastiera
- Alberto Bravin – tastiera, cori
- Roberto Gualdi – percussioni

Produzione
- Iaia De Capitani – produzione
- Franz Di Ciocco – produzione esecutiva e artistica
- Patrick Djivas – produzione esecutiva e artistica, missaggio
- Alessandro Marcantoni – ingegneria del suono, missaggio, mastering
- Stefano Bonora – copertina
- Mattia Bonora – copertina
- Orazio Truglio – fotografia